# 周錫齡
周錫齡，字鬆崖，贵州貴定人，清朝政治人物、同進士出身。

## 生平
嘉慶十六年（1811年）辛未進士，三甲五十名，官福建漳浦縣知縣。